# Canton de Mauzé-sur-le-Mignon
Le canton de Mauzé-sur-le-Mignon est une ancienne division administrative française située dans le département des Deux-Sèvres et la région Poitou-Charentes.

## Géographie
Ce canton était organisé autour de Mauzé-sur-le-Mignon dans l'arrondissement de Niort. Son altitude varie de 1 m (Saint-Hilaire-la-Palud) à 72 m (La Rochénard) pour une altitude moyenne de 19 m.

## Représentation

### Conseillers généraux de 1833 à 2015
| Période         | Période      | Identité                               | Étiquette   | Qualité |
| --------------- | ------------ | -------------------------------------- | ----------- | --- |
| 1833            | 1845         | Charles Rivière                        |             | Négociant Maire puis conseiller municipal de Mauzé |
| 1845            | 1848 (décès) | Jacques Parfait Juquin de la Grillière |             | Chef de bataillon de la Garde nationale de Mauzé Propriétaire à Deyrançon, conseiller d'arrondissement                                                   |
| 1848            | 1852         | Charles Rivière                        |             | Conseiller municipal de Mauzé |
| 1852            | 1873 (décès) | Denis François Potier                  |             | Vice-Président honoraire du Tribunal civil de Niort Propriétaire à Saint-Pompain Adjoint au maire de Niort                                               |
| 1873            | 1891         | Joseph Delavault                       | Républicain | Ancien notaire, juge de paix à Surgères (Charente-Maritime)                                                                                              |
| 1891            | 1900 (décès) | Victor Cardinaud                       | Rad.        | Négociant, minotier Maire de Mauzé |
| 1900            | 1910         | Gaston Jousselin                       | Rad.        | Banquier, maire de Mauzé |
| 1910            | 1937         | Jules Brouillac                        | Rad.ind.    | Négociant Maire de Mauzé-sur-le-Mignon |
| 1937            | 1940         | Albert Brouillac                       | Rad.ind.    | Maire de Mauzé-sur-le-Mignon Nommé conseiller départemental en 1943                                                                                      |
|                 |              |                                        |             | |
| 1945            | 1957 (décès) | Albert Brouillac                       | Rad.        | Maire de Mauzé-sur-le-Mignon |
| 31 mars 1957    | 1970         | Octave Thibault                        | Rad.        | Vétérinaire |
| 1970            | 1974 (décès) | Edmond Morisset                        | DVG         | Agriculteur, fondateur de la Confédération nationale paysanne en 1927 Créateur de la coopérative agricole du Bourdet Maire de Prin-Deyrançon (1966-1974) |
| 21 juillet 1974 | 1994         | Paul Couturier                         | DVD         | Maire de Mauzé-sur-le-Mignon |
| 1994            | 2008         | Jacques Morisset                       | DVD         | Agriculteur Maire de Prin-Deyrançon |
| 2008            | 2015         | Sébastien Dugleux                      | PS          | Directeur de cabinet à la mairie de Niort Vice-président du Conseil général                                                                              |

### Conseillers d'arrondissement (de 1833 à 1940)
| Période                                  | Période | Identité                               | Étiquette            | Qualité |
| ---------------------------------------- | ------- | -------------------------------------- | -------------------- | --- |
| 1833                                     | 1845    | Jacques Parfait Juquin de la Grillière |                      | Chef de bataillon de la Garde nationale de Mauzé Propriétaire à Deyrançon                                   |
| 1845                                     | 1848    | Charles Brelay (1792-1857)             |                      | Maire d'Usseau                                                                                              |
|                                          |         |                                        |                      | |
| 1886                                     | 1907    | M. Hardy                               | Républicain          | |
| 1907                                     | 1925    | Auguste Poineau                        | Radical              | Médecin, maire de Saint-Hilaire-la-Palud                                                                    |
| 1925                                     | 1940    | M. Audouin                             | Radical antimarxiste | |
| 1940                                     |         |                                        |                      | Les conseils d'arrondissement ont été suspendus par la loi du 12 octobre 1940 et n'ont jamais été réactivés |
| Les données manquantes sont à compléter. |         |                                        |                      | |

## Composition
Le canton de Mauzé-sur-le-Mignon groupait 8 communes et compte 7 408 habitants (population municipale) au 1er janvier 2009.
| Communes               | Population (2012) | Code postal | Code Insee |
| ---------------------- | ----------------- | ----------- | ---------- |
| Le Bourdet             | 527               | 79210       | 79046      |
| Mauzé-sur-le-Mignon    | 2 758             | 79210       | 79170      |
| Priaires               | 118               | 79210       | 79219      |
| Prin-Deyrançon         | 591               | 79210       | 79220      |
| La Rochénard           | 522               | 79270       | 79229      |
| Saint-Georges-de-Rex   | 400               | 79210       | 79254      |
| Saint-Hilaire-la-Palud | 1 603             | 79210       | 79257      |
| Usseau                 | 889               | 79210       | 79334      |

## Démographie
| 1962  | 1968  | 1975  | 1982  | 1990  | 1999  | 2006  | 2009  | - |
| ----- | ----- | ----- | ----- | ----- | ----- | ----- | ----- | - |
| 6 416 | 6 494 | 6 300 | 6 181 | 6 204 | 6 163 | 6 970 | 7 408 | - |

Entre 1999 et 2006, le canton enregistre 813 nouveaux habitants, soit +1,9%/an. Toutes les communes gagnent des habitants, sauf Priaires qui en perd 11. Parmi les plus fortes évolutions, Mauzé-sur-le-Mignon gagne 254 habitants (+1,5%/an), Saint-Hilaire-la-Palud 183 habitants (+2%/an), Usseau 151 habitants (+3,2%/an) et Le Bourdet 130 habitants (+5,1%/an). Prin-Deyrançon connaît également une progression importante (+82 habitants, +2,6%/an), tandis que La Rochénard et Saint-Georges-de-Rex voient leur population augmenter plus doucement.